# Marc Delatte
Pour les articles homonymes, voir Delatte.
Marc Delatte, né le 24 mai 1961 à Soissons (France), est un médecin généraliste et homme politique français.

## Biographie
Marc Delatte est né le 24 mai 1961 à Soissons dans l'Aisne dans une famille d'ouvrier, où il est le deuxième enfant d'une fratrie de quatre enfants et le père est chaudronnier. Il passe son enfance à Pommiers et effectue son parcours scolaire à Soissons. Il rentre ensuite en études de médecine à Reims, où il passe sa thèse de médecine en 1989. Il part après effectuer son service militaire en Allemagne. Il revient enfin s'installer comme médecin généraliste à Cuffies en 1992,,. À côté de sa carrière professionnelle, Marc Delatte dirige l'école de musique de Crouy, entre 2006 et 2016, et il fonde en 2007, l'Association du patrimoine de Cuffies, dont il est le président,,.
Au niveau politique, il fait partie d'une liste d'opposition pour les élections municipales en 1983 à Pommiers, mais il n'est pas élu.
Lors des élections municipales de 2014, il décide de former une liste d'opposition à Cuffies face à la liste du maire sortant PS, Jean-Pierre Corneille. Le 23 mars 2014, il est élu conseiller municipal de Cuffies avec trois autres membres de sa liste et forme l'opposition municipale. Sa liste échoue à dix-sept voix d'écart pour être majoritaire.
En mai 2017, il est investi comme candidat de La République en marche ! dans la 4e circonscription, celle de Soissons-Chauny-Tergnier, après avoir été désigné par erreur dans la 3e circonscription, regroupant la Thiérache, Bohain-en-Vermandois, Marle et Ribemont,.
Après être arrivé en tête au premier tour avec 28,07 %, il élu député de l'Aisne dans la 4e circonscription avec 56,07 % des voix face au candidat Front national Jean Messiha, ayant recueilli 43,73 % des suffrages exprimés. Il succède à la députée chevènementiste Marie-Françoise Bechtel, qui a été battue au premier tour avec 7,96 % des voix,.
À la suite de son élection, Marc Delatte souhaite conserver une partie de son activité de médecin généraliste,.
Candidat a sa réélection pendant les élections législatives de 2022, il est battu au second tour par José Beaurain, candidat du Rassemblement national, qui recueille 57,15% des suffrages contre 42,85% pour Marc Delatte. 

## Détail des fonctions et mandats

### Mandats électifs
- 21 juin 2017 - 21 juin 2022 : député de la 4e circonscription de l'Aisne
- 23 mars 2014 - 29 juin 2020 : conseiller municipal de Cuffies